# Oxyserica brancuccii
Oxyserica brancuccii är en skalbaggsart som beskrevs av Ahrens 2001. Oxyserica brancuccii ingår i släktet Oxyserica och familjen Melolonthidae. Inga underarter finns listade i Catalogue of Life.